# Kenchō-ji
Le Kenchō-ji (建長寺) est le premier des gozan (五山, cinq grands temples) de Kamakura, dans la préfecture de Kanagawa, au Japon.
Ce temple bouddhiste zen fut fondé en 1249 par le moine chinois Lan-ch'i Tao-lung (Rankei Doryū  en japonais) de l'école Rinzai, à la demande de l'empereur Go-Fukakusa et complété en 1253.
Malgré l'assaut de nombreux incendies au fil des siècles, le Kenchō-ji fut toujours reconstruit dans son style original.

## Bâtiments
Le Kenchō-ji contient de nombreux bâtiments, notamment :
- sōmon (総門?), qui fut importé du Hanju Zanmai-in de Kyōto ;
- sanmon (三門?), construit en 1754 ;
- bonshō (cloche), 1255 ;
- butsu-den (仏殿?), salle de Bouddha) et karamon (唐門?), portes chinoises), qui furent importés du Zōjō-ji de Tōkyō en 1647 ;
- hattō (法堂?), construit en 1814, où se tiennent les cérémonies publiques ;
- hōjō (方丈?), également importé du Hanju Zanmai-in et utilisé pour les cérémonies religieuses ;
- le monastère dans lequel les moines méditent, fermé au public.